# Hofors (plaats)
Hofors is een plaats in de gemeente Hofors in het landschap Gästrikland en de provincie Gävleborgs län in Zweden. De plaats heeft 7021 inwoners (2005) en een oppervlakte van 708 hectare. De plaats op een afstand van 54 kilometer ten westen van Gävle en 38 kilometer ten oosten van Falun.

## Verkeer en vervoer
Bij de plaats loopt de Europese weg 16.
De plaats heeft een station aan de spoorlijn Gävle - Kil/Frövi.

## Geboren
- Lasse Åberg (1940), acteur, artiest, filmregisseur en muzikant